# Dašiv
Dašiv (ukrajinsky Дашів; rusky Дашев) je sídlo městského typu na střední Ukrajině ve Vinnycké oblasti, v Hajsynském rajónu. Žije v něm přibližně 3 900 obyvatel. Obec leží na břehu řeky Sob.
Je zde správní centrum Dašivské venkovské komunity.
První písemná zmínka o obci pochází z roku 1420.